# STAY POP pt. 2
STAY POP pt. 2 er det fjerde studiealbum fra den danske pop duo C21. Albummet blev udgivet 28. Marts 2025, og er efterfølgeren til STAY POP pt. 1 fra 2024. Albummet opnåede en placering som nr. 73, på iTunesTop 100 DK

## Promovering
Til at promovere STAY POP pt. 2 blev de fire singler “Wrap Your Arms Around Me”, “Live a Lie”, “Never Gone” og “Rocky” udgivet. Albummet udkom den 28. marts 2025 og opnåede en placering som nr. 73, på iTunesTop 100 DK.

## Spor
| #  | Titel                      | Sangskriver(e) | Længde |
| -- | -------------------------- | -------------- | ------ |
| 1. | "Wrap Your Arms Around Me" |                | 3:30   |
| 2. | "Live A Lie"               |                | 3:29   |
| 3. | "Never Gone"               |                | 3:19   |
| 4. | "Rocky"                    |                | 2:53   |
| 5. | "Heart Race"               |                | 2:42   |
| 6. | "Against Them All"         |                | 2:40   |
| 7. | "Final Touch"              |                | 2:59   |

## Hitlister
| Hitlisterne fra 2025    | Højeste placering |
| ----------------------- | ----------------- |
| Danmark (iTunesTop 100) | 73                |